# دهستان کولسته
دهستان کولسته (به لاتین: Kõlleste Parish) یک دهستان در استونی است که در شهرستان پولوا واقع شده‌است.

## خصوصیات
دهستان کولسته ۱۵۰٫۴۲ کیلومترمربع مساحت و ۹۹۷ نفر جمعیت دارد.